# (110297) Yellowriver
(110297) Yellowriver est un astéroïde de la ceinture principale.

## Description
(110297) Yellowriver est un astéroïde de la ceinture principale. Il fut découvert le 25 septembre 2001 à l'observatoire Desert Eagle par William Kwong Yu Yeung. Il présente une orbite caractérisée par un demi-grand axe de 3,20 UA, une excentricité de 0,19 et une inclinaison de 0,7° par rapport à l'écliptique.

## Compléments